# Spinosaurinae
De Spinosaurinae vormt een onderverdeling van de Spinosauridae, een groep uit de Theropoda, vleesetende dinosauriërs. 
Impliciet benoemde Ernst Romer in 1915 een onderfamilie Spinosaurinae door Spinosauridae te benoemen.
De eerste die de naam echt gebruikte en nu voor een klade Spinosaurinae, was Paul Sereno in 1998, maar deze gaf geen definitie. Het concept is voor het eerst in 2004 door Thomas Holtz gedefinieerd als de groep omvattende Spinosaurus aegyptiacus en alle soorten die dichter bij Spinosaurus staan dan bij Baryonyx walkeri. Welke soorten dat in feite zijn, is verre van duidelijk. Behalve Spinosaurus zelf uit het Cenomanien, vermoedelijk Irritator challengeri uit het Albien.